# Gare de Zetting
La gare de Zetting est une gare ferroviaire française de la ligne de Mommenheim à Sarreguemines, située sur le territoire de la commune de Zetting, dans le département de la Moselle, en région Grand Est.
La Lorraine est allemande, lorsqu'elle est mise en service en 1895 par la Direction générale impériale des chemins de fer d'Alsace-Lorraine.
La gare est désormais fermée à tout trafic.

## Situation ferroviaire
Établie à 216 mètres d'altitude, la gare de Zetting est située au point kilométrique (PK) 68,109 de la ligne de Mommenheim à Sarreguemines, entre les gares fermées de Wittring et de Sarreinsming.

## Histoire
La station de Zetting est mise en service le 1er octobre 1895 par la Direction générale impériale des chemins de fer d'Alsace-Lorraine (en allemand : Kaiserliche Generaldirektion der Eisenbahnen in Elsaß-Lothringen (EL)) lorsqu'elle ouvre à l'exploitation la ligne de Kalhausen à Sarreguemines.
La desserte ferroviaire de cette halte a été interrompue en décembre 2018, et remplacée par une substitution routière (autocars effectuant la liaison TER Grand Est Sarreguemines – Sarre-Union).

## Patrimoine ferroviaire
L'ancien bâtiment voyageurs d'origine est devenu une habitation privée. C'est une petite construction à étage de deux travées, à la façade en pierre, avec une halle à marchandises en bois accolée.